# Breathe In. Breathe Out.
Breathe In. Breathe Out. — пятый студийный альбом Хилари Дафф, выпущенный 16 июня 2015 года на лейбле RCA Records.

## Выпуск и анонсирование
В июле 2014 года, Хилари объявила, что подписала контракт с лейблом Sony Music (RCA Records), и что она закончит и выпустит свой пятый альбом во время участия в сериале 'Younger'. В августе Хилари объявила, что альбом не будет выпущен в октябре, как планировалось ранее, и что фанатам придется подождать ещё «несколько месяцев».
Хилари объявила название альбома и показала публике обложку альбома 13 мая 2015 года. Она разослала разным фанатам, которые состоят в фан-клубе белые шары, на которых была напечатана обложка предстоящего альбома. Несколько фанатов написали в твиттер о том, что получили посылки, и представитель Хилари подтвердила о том, что эти посылки официальны.

## Продвижение
За неделю до релиза, Хилари выступила на утреннем шоу 'Good Morning America', на шоу 'The View' и 'Live! with Kelly and Michael'.
16 июня 2015 года, Хилари устроила Q&A (рус. Вопрос-ответ) в Twitter, совместно с порталом 'iHeartRadio', отвечая на вопросы фанатов о своей музыке и гастролях.

## Список композиций
| №                   | Название                                      | Автор(ы)                                                                         | Продюсер(ы)                             | Длительность |
| ------------------- | --------------------------------------------- | -------------------------------------------------------------------------------- | --------------------------------------- | ------------ |
| 1.                  | «Sparks»                                      | Christian «Bloodshy» Karlsson, Peter Thomas, Ebba Tove Elsa Nilsson, Sam Shrieve | Thomas, Karlsson, Svidden, Emily Wright | 3:05         |
| 2.                  | «My Kind»                                     | Jason Gill, Elina Stridh                                                         | Gill                                    | 3:27         |
| 3.                  | «One in a Million»                            | Nilsson, Oscar Görres, Ilya Salmanzadeh                                          | Ilya, OzGo                              | 3:45         |
| 4.                  | «Confetti»                                    | Matthew Koma, Kevin Nicholas Drew, Richard W. Nowels, Ellen Shipley              | Kevin Nicholas Drew, Matthew Koma       | 3:49         |
| 5.                  | «Breathe In. Breathe Out.»                    | Koma, Dan Book                                                                   | Koma, Book                              | 3:33         |
| 6.                  | «Lies»                                        | Hilary Duff, Oscar Holter, Albin Nedler, Kristoffer Fogelmark                    | Holter, Wright                          | 3:36         |
| 7.                  | «Arms Around a Memory»                        | Koma                                                                             | Koma, KDrew, Book                       | 3:16         |
| 8.                  | «Stay in Love»                                | Micheal Angelo, Nilsson                                                          | Angelo, Gill                            | 3:33         |
| 9.                  | «Brave Heart»                                 | Duff, Jerrod Bettis, Sean Douglas                                                | Bettis                                  | 3:33         |
| 10.                 | «Tattoo»                                      | Ed Sheeran, Jake Gosling, Chris Leonard                                          | Gosling                                 | 3:28         |
| 11.                 | «Picture This»                                | Duff, Christian Medice, Mitchy Collins                                           | Medice                                  | 3:21         |
| 12.                 | «Night Like This» (featuring Kendall Schmidt) | Duff, Ian Kirkpatrick, Lindy Robbins                                             | Kirkpatrick                             | 3:46         |
| Общая длительность: | Общая длительность:                           | Общая длительность:                                                              | Общая длительность:                     | 42:12        |